# Jagmeet Singh

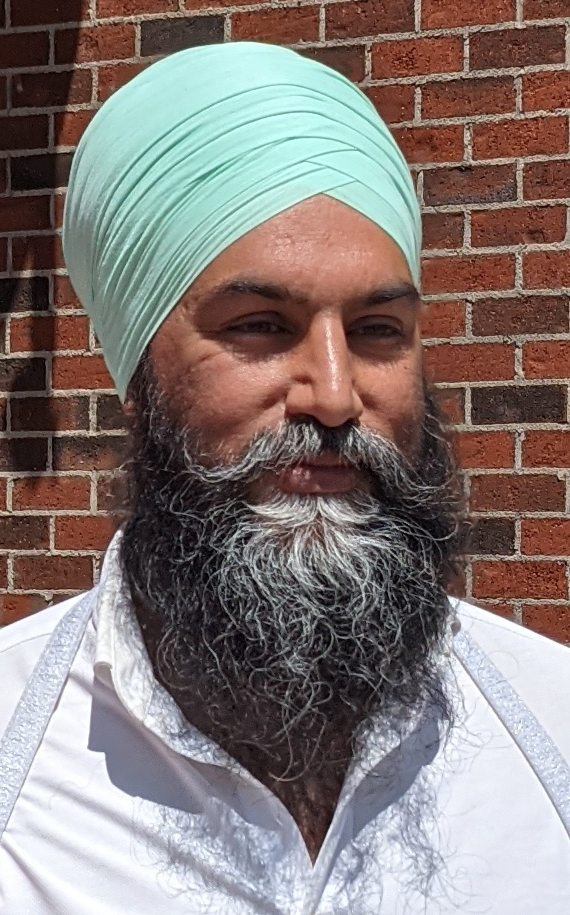
Jagmeet Singh 2022

Jagmeet Singh Jimmy Dhaliwal (* 2. Januar 1979 in Scarborough (Toronto), Ontario), bekannt als Jagmeet Singh, ist ein kanadischer Politiker. Von 2017 bis 2025 war er Parteivorsitzender der sozialdemokratischen Neuen Demokratischen Partei (NDP).
Er ist seit 2011 Abgeordneter in der Legislativversammlung von Ontario als Mitglied der Ontario New Democratic Party, deren stellvertretender Vorsitzender er von 2015 bis 2017 war. Am 1. Oktober 2017 wurde er in einer Urwahl als Nachfolger Thomas Mulcairs zum Vorsitzenden der NDP gewählt. Dieses Amt hatte er bis zu seinem Rücktritt am 5. Mai 2025 inne.

## Herkunft, Studium und Beruf
Singh wurde 1979 in Scarborough, einem Vorort von Toronto, geboren. Seine Eltern waren Einwanderer aus dem indischen Bundesstaat Punjab. Er wuchs in St. John’s (Neufundland), Windsor (Ontario) und Beverly Hills (Michigan) auf, wo er 1997 die Schule abschloss. 2001 erlangte er einen Abschluss als Bachelor of Science in Biologie von der University of Western Ontario, und 2005 als Bachelor of Laws von der Osgoode Hall Law School an der York University. 2006 wurde er als Anwalt in Kanada zugelassen. Daraufhin arbeitete er als Strafverteidiger in der Greater Toronto Area zunächst in der Kanzlei Pinkofskys, dann in seiner eigenen Kanzlei Singh Law, die er mit seinem Bruder Gurratan Singh führte.
Er spricht fließend Englisch, Französisch und Panjabi.

## Politische Laufbahn

### Früher Versuch in der Bundespolitik
Als Anwalt unterstützte Singh Gruppen von Menschenrechtsaktivisten, darunter eine Gruppe, die gegen den Besuch des indischen Politikers Kamal Nath in Kanada protestierte, wegen dessen Verwicklung in Verfolgungen von Sikhs. Singh wurde von den Aktivisten ermuntert, selbst politisch tätig zu werden. Er kandidierte zum ersten Mal bei der kanadischen Unterhauswahl 2011 im Wahlkreis Bramalea-Gore-Malton. Ab diesem Zeitpunkt benutzte er nicht mehr seinen Nachnamen Dhaliwal, der mit dem Kastensystem verbunden ist, um zu zeigen, dass er das Kastensystem ablehnt. Er verlor die Wahl knapp gegen den Kandidaten der Konservativen Partei, Bal Gosal.

### Politiker in der Provinz Ontario

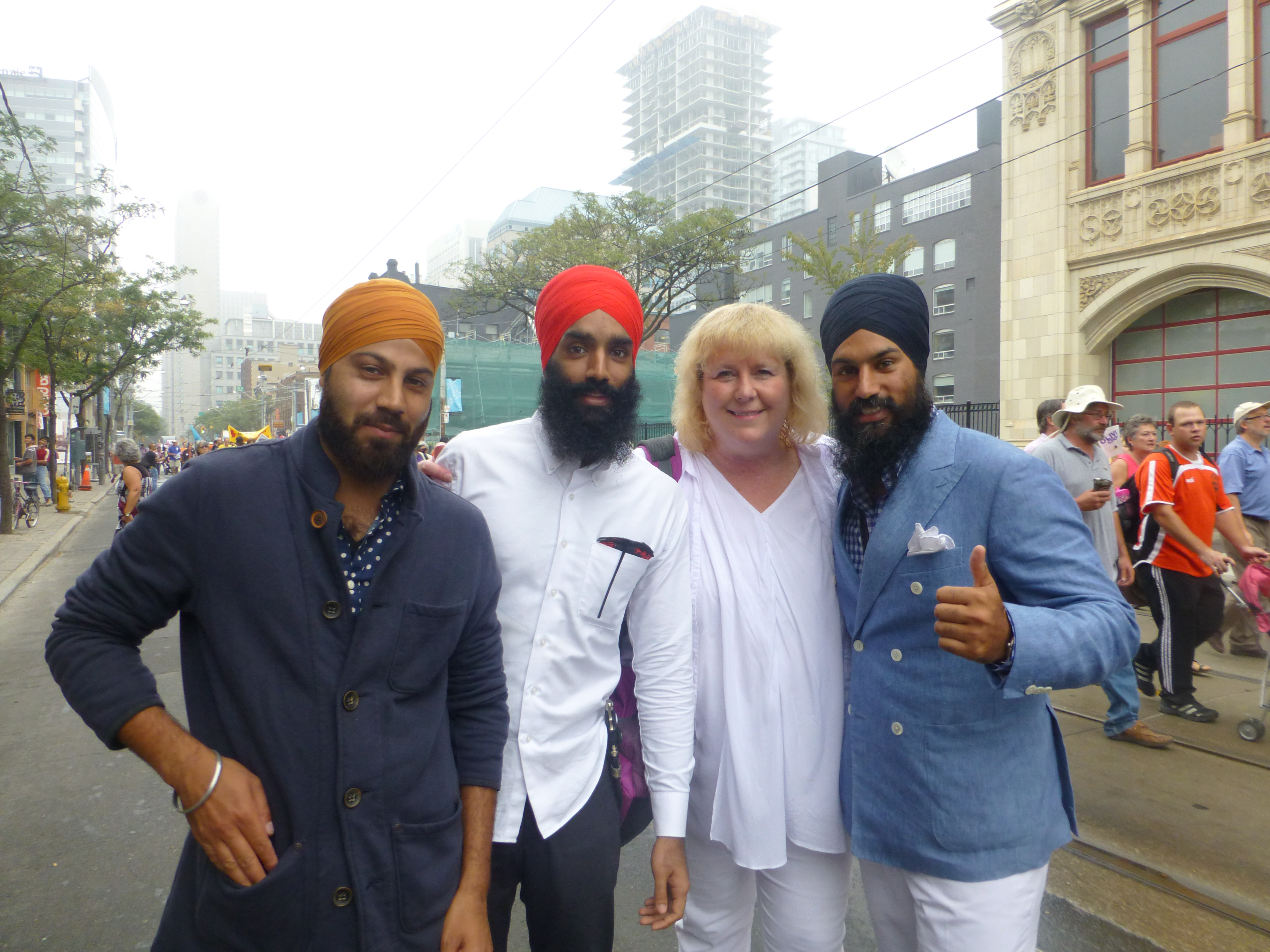
Singh bei einer Parade zum Labour Day 2014

Bei der Wahl zur Legislativversammlung von Ontario 2011 trat Singh für die NDP von Ontario an und besiegte im Wahlkreis Bramalea-Gore-Malton den bisherigen dortigen Abgeordneten Kuldip Kular von den Liberalen. Singh war der erste Kandidat der NDP, der ein Mandat in der Peel Region gewonnen hat. Er war zudem der erste Turban (bzw. Dastar) tragende Abgeordnete in der Legislativversammlung.
Singhs Aufgabengebiete im Parlament waren insbesondere die Kontrolle des Attorney General von Ontario sowie des Verbraucherschutzministeriums der Provinz. Er brachte mehrere Gesetzesvorschläge zu Autoversicherungen ein und kritisierte die entsprechende Politik der regierenden Liberalen. Auch in verschiedenen Bereichen der Polizeiarbeit, der Immobilienwirtschaft und des Gesundheitssystems brachte er Vorschläge ein, die generell auf bessere demokratische Kontrolle und die Stärkung der Rechte von Ombudspersonen in verschiedenen Institutionen abzielten.
Bei der Wahl 2014 wurde er in seinem Wahlkreis wiedergewählt. Daraufhin wurde er stellvertretender Vorsitzender der NDP-Fraktion im Parlament.

### Provinzpolitik außerhalb Ontarios
Singh absolvierte 2015 Wahlkampfauftritte für die Alberta New Democratic Party und warb insbesondere in Irfan Sabirs Wahlkampf um Wähler asiatischer Abstammung. Sabir gewann letztlich seinen Wahlkreis in Calgary und wurde Minister im Kabinett Rachel Notleys. 2017 trat Singh auch für die British Columbia NDP und die Nova Scotia NDP in deren jeweiligen Provinzwahlkämpfen auf.

### Wahl zum Bundesvorsitzenden der NDP
Nachdem der bisherige Parteivorsitzende Thomas Mulcair 2016 eine leadership review vote (eine Art Vertrauensfrage) beim Bundesparteitag der NDP nach der für die NDP enttäuschenden Unterhauswahl 2015 verloren hatte und ein neuer Vorsitzender per Urwahl gewählt werden sollte, wurde Singh in Umfragen als aussichtsreicher Kandidat gehandelt. Am 15. Mai 2017 kündigte er offiziell an, sich um den Posten zu bewerben, und begann seine Wahlkampagne in Brampton. Im August 2017 behauptete Singh, seine Kampagne habe bereits zu 47.000 neuen Eintritten in die NDP geführt; die Behauptung wurde von seinen Mitbewerbern als übertrieben kritisiert. Singh gewann die Urwahl am 1. Oktober 2017 mit 53,8 % der abgegebenen Stimmen.

### Unterhauswahl 2025 und Rücktritt als Parteivorsitzender
Singh führte die NDP (zum dritten Mal nach 2019 und 2021) in die Unterhauswahl 2025. Nach dem vorläufigen Endergebnis erzielte die Partei ein Ergebnis von 6,3 Prozent und konnte nur noch sieben Mandate gewinnen. Dies stellt das schlechteste Ergebnis für die NDP seit ihrer Gründung 1961 dar; überdies verlor die Partei (zum zweiten Mal nach 1993) ihren Parteienstatus. Singh selbst verfehlte den Wiedereinzug ins Unterhaus in seinem Wahlkreis Burnaby Central. Infolgedessen kündigte Singh noch am Wahlabend seinen Rücktritt als Parteivorsitzender an. Am 5. Mai 2025 wurde schließlich der Unterhausabgeordnete Don Davies zum interimistischen Parteivorsitzenden ernannt.

## Privatleben
Singh ist verheiratet. Er praktiziert Brasilianisches Jiu-Jitsu und hat an mehreren Wettkämpfen in dieser Sportart in Kanada und den USA teilgenommen. Verschiedene Medien haben seinen Kleidungsstil herausgestellt. Die Tatsache, dass er als erster Angehöriger einer „visible minority“ Bundesvorsitzender einer der großen kanadischen Parteien ist, erregte einiges Aufsehen. Singh ist praktizierender Sikh.